# Miradouro de Santa Iria

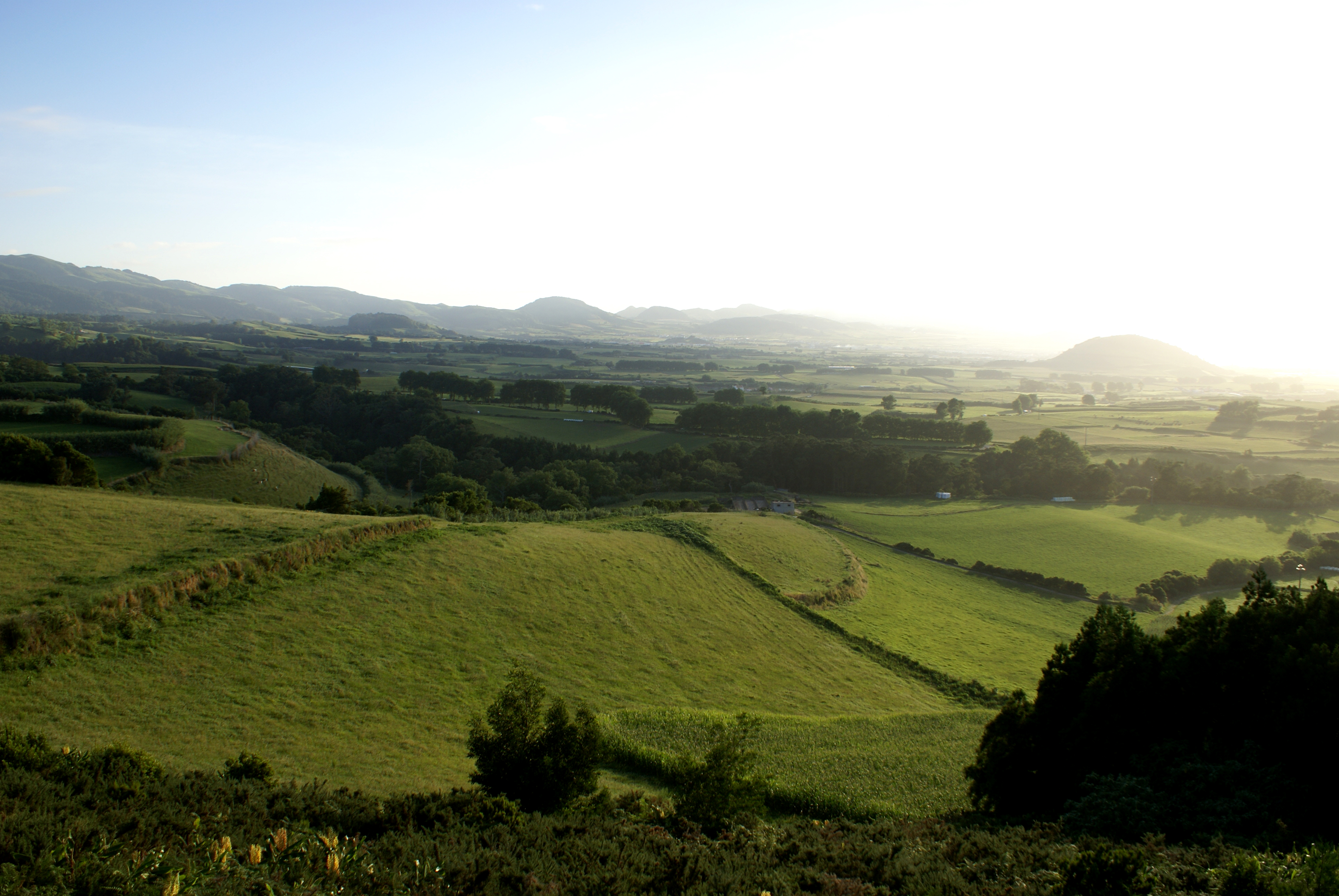
Miradouro de Santa Iria.

O Miradouro de Santa Iria é um miradouro português localizado no Porto Formoso, concelho da Ribeira Grande, ilha açoriana de São Miguel.
Este miradouro localizado frente à Baía de Santa Iria, na costa norte da ilha apresenta uma vista sobre a mesma costa e sobre a localidade do Porto Formoso nas proximidades das Ribeira Grande. A paisagem que daqui se avista é exuberante e verde até se encontrar com o mar.
Foi nas encostas avistáveis deste miradouro que no dia 3 de Agosto de 1831 se travou a Batalha da Ladeira da Velha, quando as tropas de D. Pedro IV venceram as do seu irmão Miguel I de Portugal, tendo-se aberto o caminho para Concessão de Évora Monte, acontecimento que pôs termo à Guerra Civil ocorrida entre 1832 e 1834, entre as forças liberais e as forças miguelistas.